# Satyrinae
Satyrinae là một phân họ của Họ Bướm giáp (Nymphalidae). Chúng trước đây được xem là một họ riêng, Satyridae. Nhóm này gần như chứa một nửa trong số các loài bướm giáp. Ước tính số lượng loài trong phân họ này hơn 2400.
Chúng là loài bay yếu. Con sâu bướm chủ yếu ăn cây cọ, cỏ, tre.

## Hình ảnh

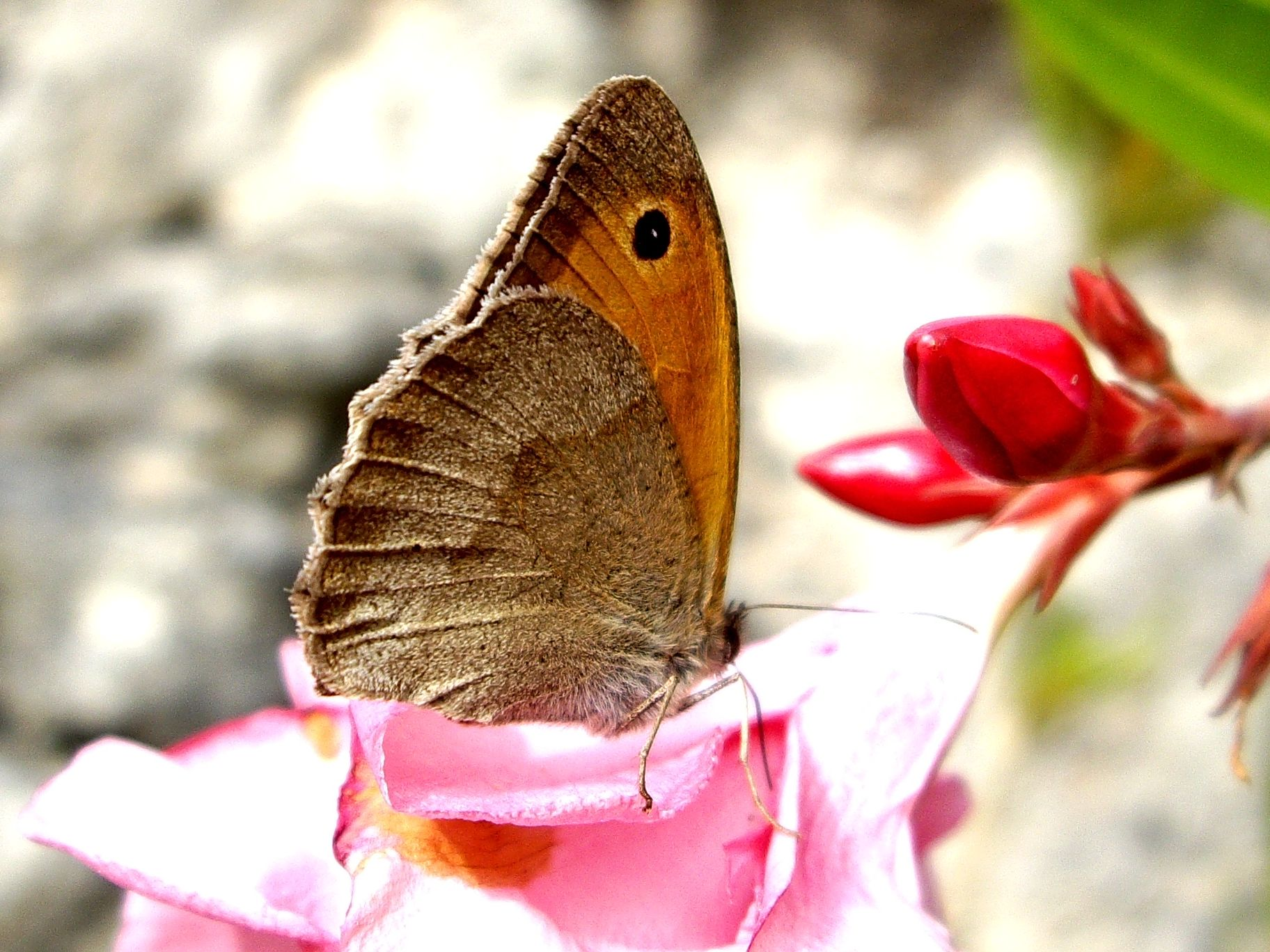
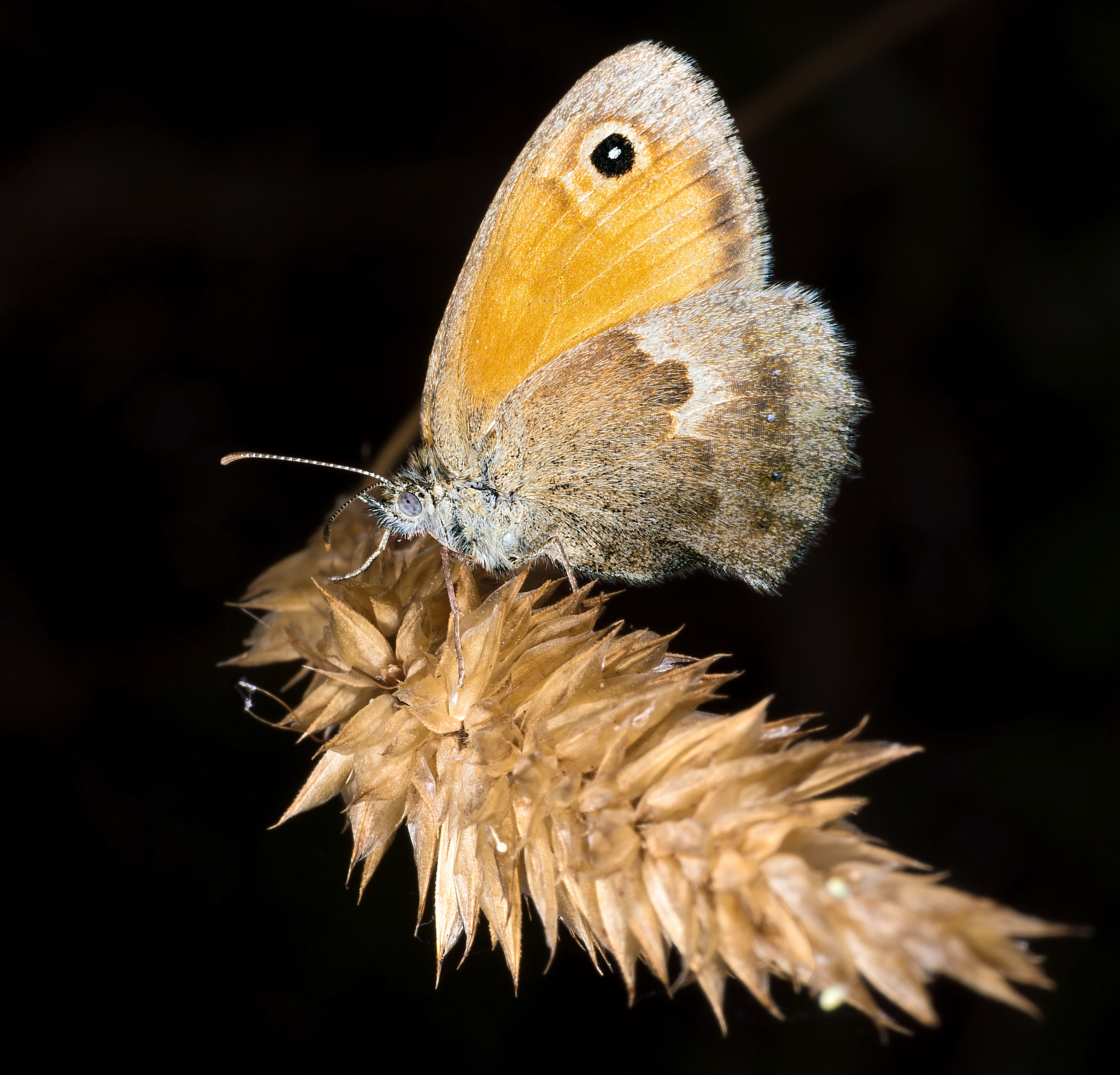
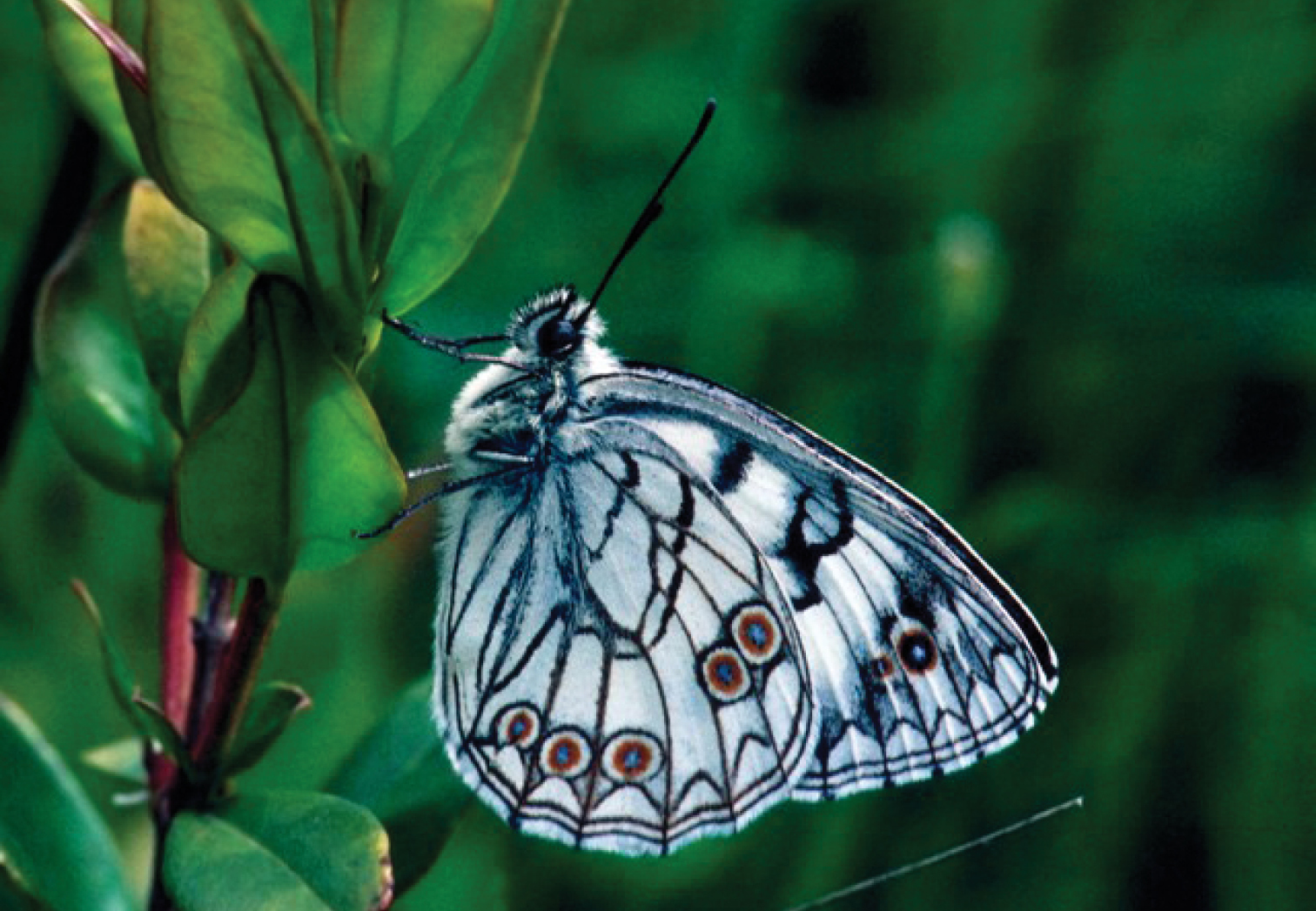
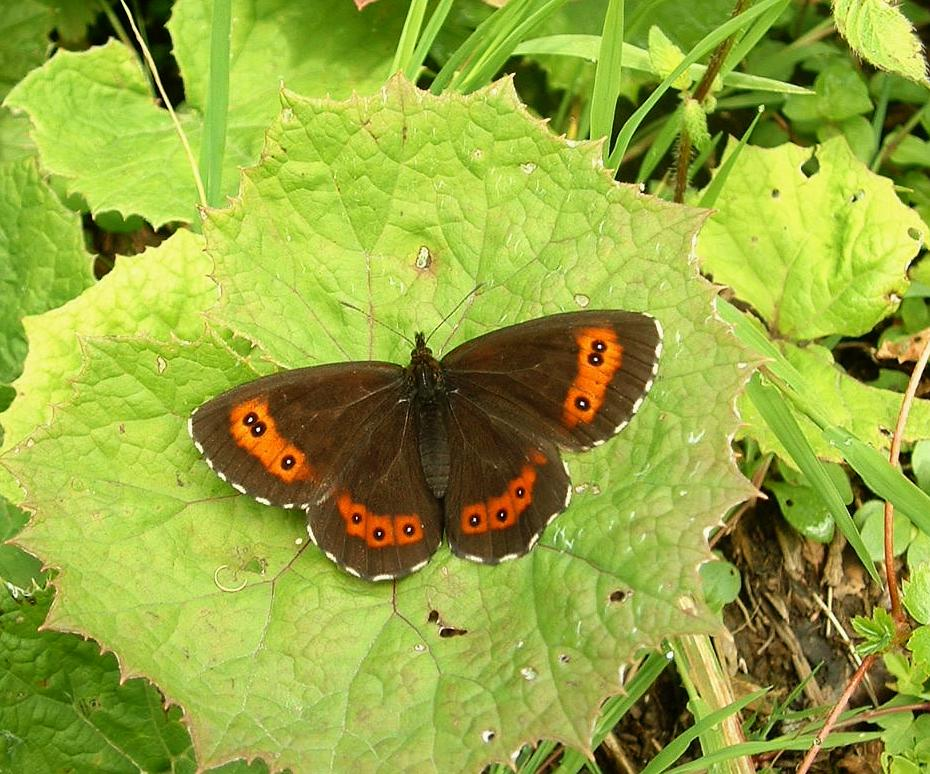
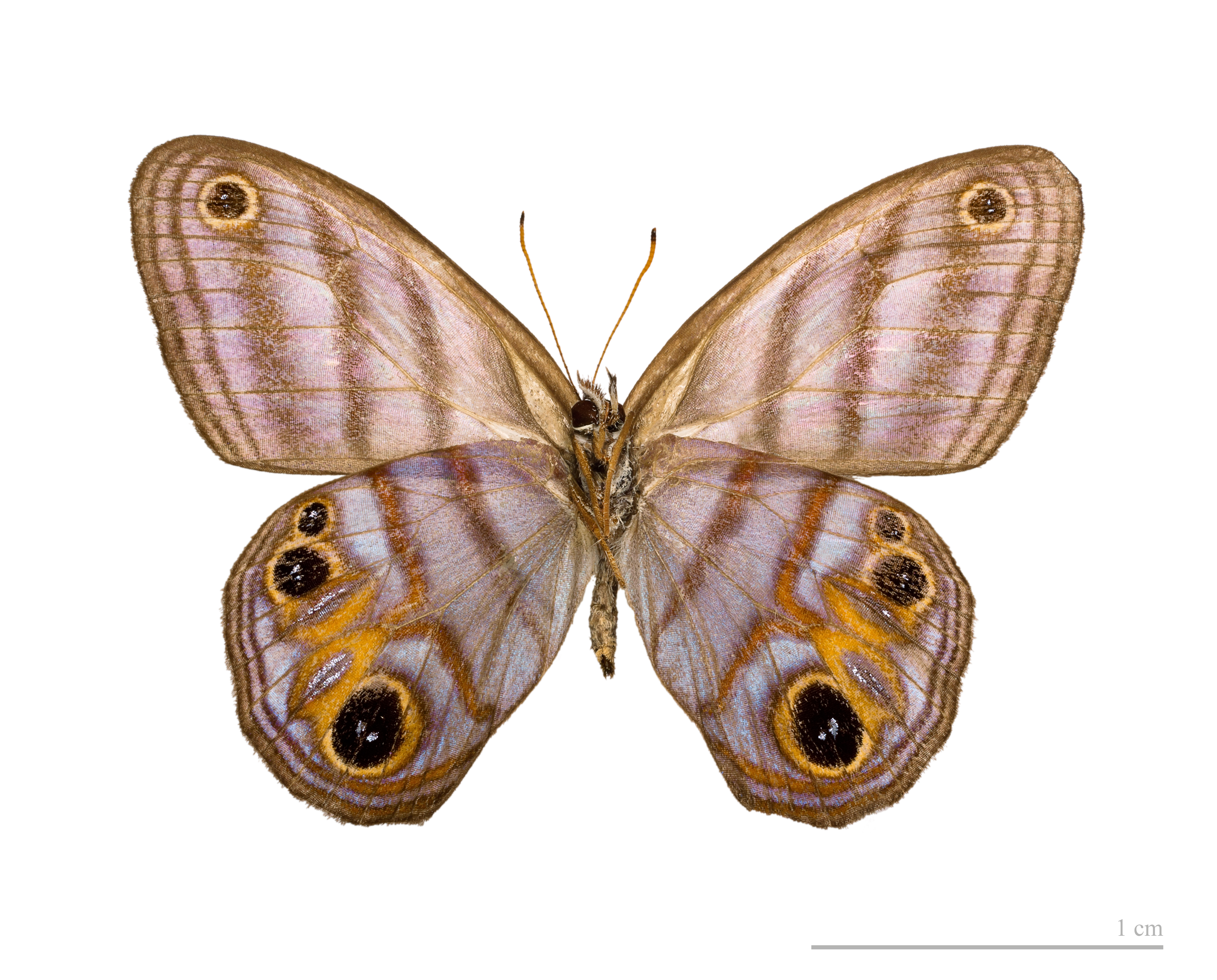
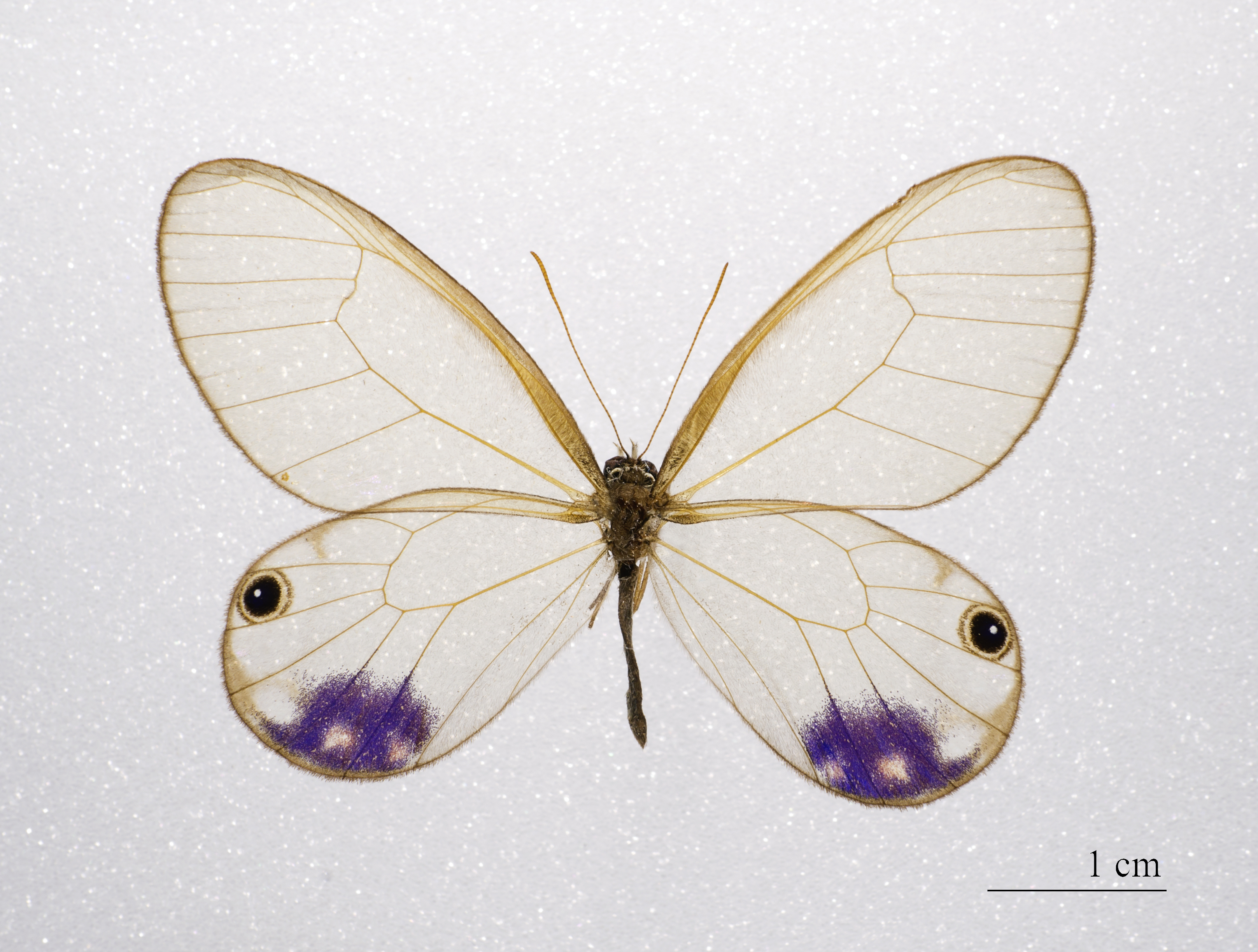
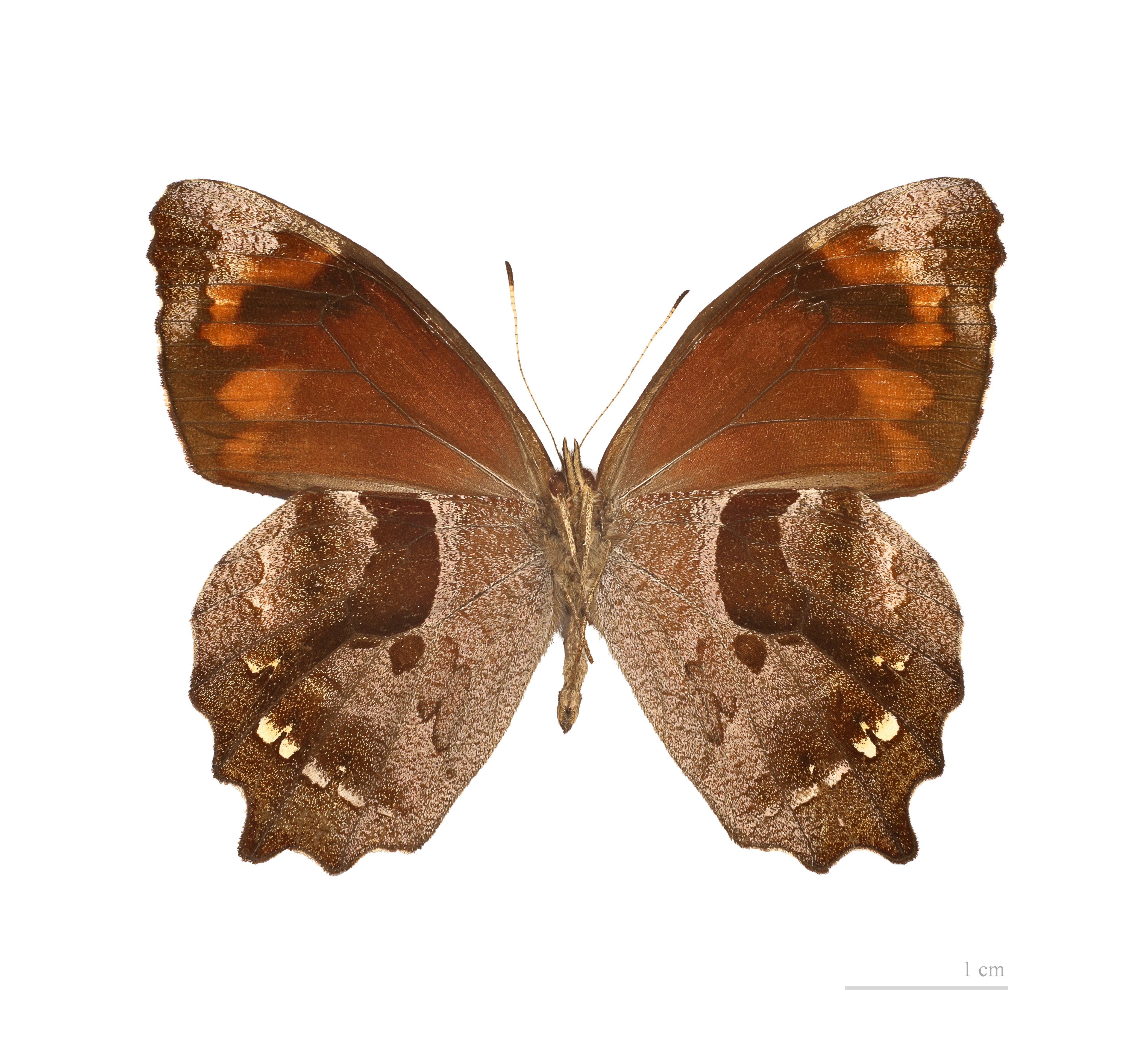
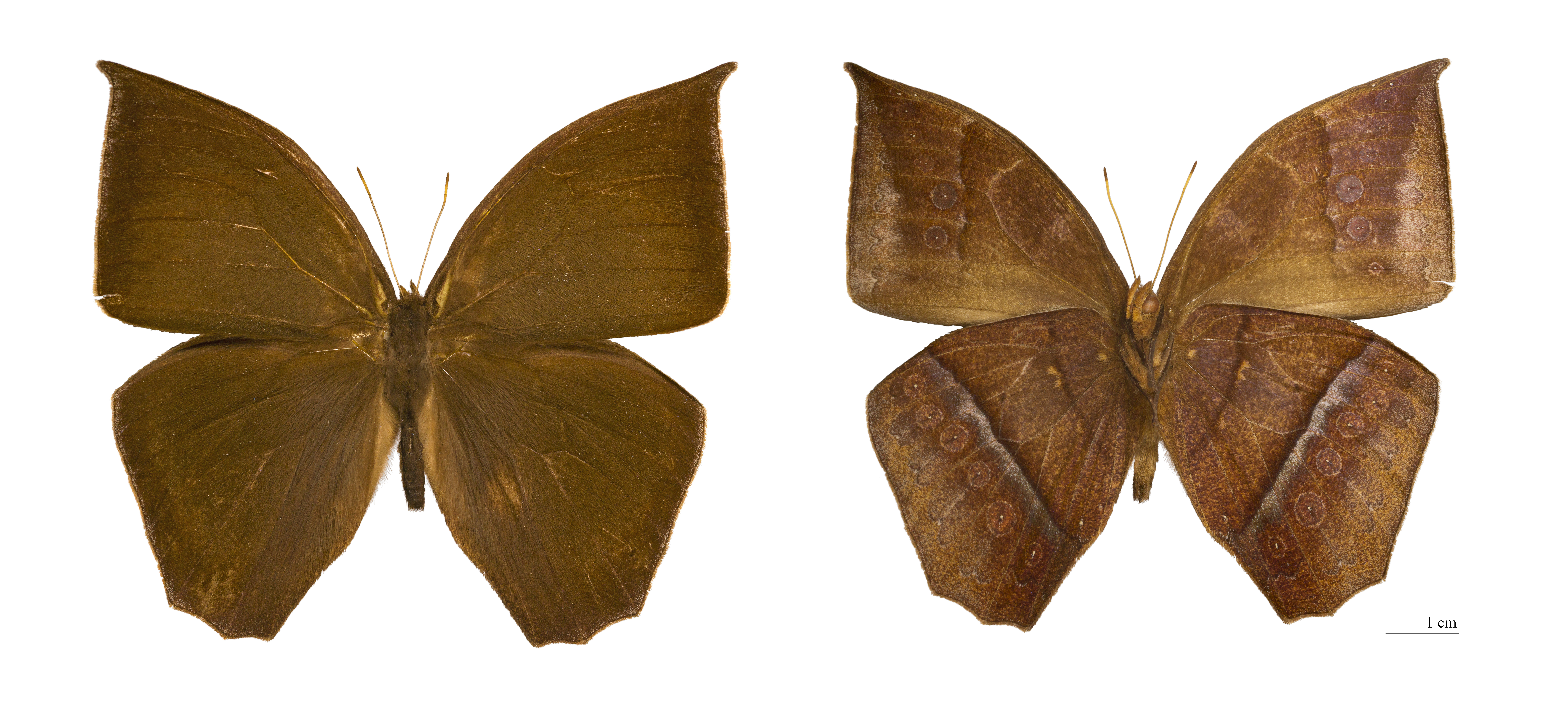